# رولان اسمه
رولان اسمه (فرانسوی: Roland Smet‎؛ زادهٔ ۱۸ دسامبر ۱۹۵۲) دوچرخه‌سوار اهل فرانسه است.